# Carl Frederik Aagaard
Carl Frederik Aagaard, född 29 januari 1833 i Odense, död 2 november 1895 i Köpenhamn, var en dansk målare, bror till xylografen Johan Peter Aagaard.
Carl Frederik Aagaard var son till en skomakare och växte upp i Odense. År 1852 flyttade han till sin bror, xylografen  Johan Peter Aagaard, i Köpenhamn. Han utbildade sig i träsnideri och etsning, vid sidan av lektioner i dekorationsmåleri för Georg Hilker. Han deltog också i en del klasser  på Kunstakademiet. Han valde att inrikta sig på landskapsmåleri och studerade för Peter Christian  Skovgaard.
Tillsammans med Georg Hilker dekorerade han entréhallen till Den Kongelige Veterinær- og Landbohøjskole. Tillsammans med Heinrich Hansen gjorde han arbeten för Wilhelm Marstrand i kapellet i Roskilde domkyrka. På egen hand arbetade han i Frijsenborg, Dagmarteatern och National Scala.
Med sitt återgivande av dansk natur, än yppiga skogar, än vidsträckta fält, förvärvade han sig ett ansett konstnärsnamn. Han är representerad i Nationalmuseum i Stockholm med ett vårlandskap från 1882.
Carl Frederik Aagaard blev invald i Det Kongelige Danske Kunstakademi 1874. 
Han gifte sig 1858 med Anna Pio (1836–1929).

## Bildgalleri

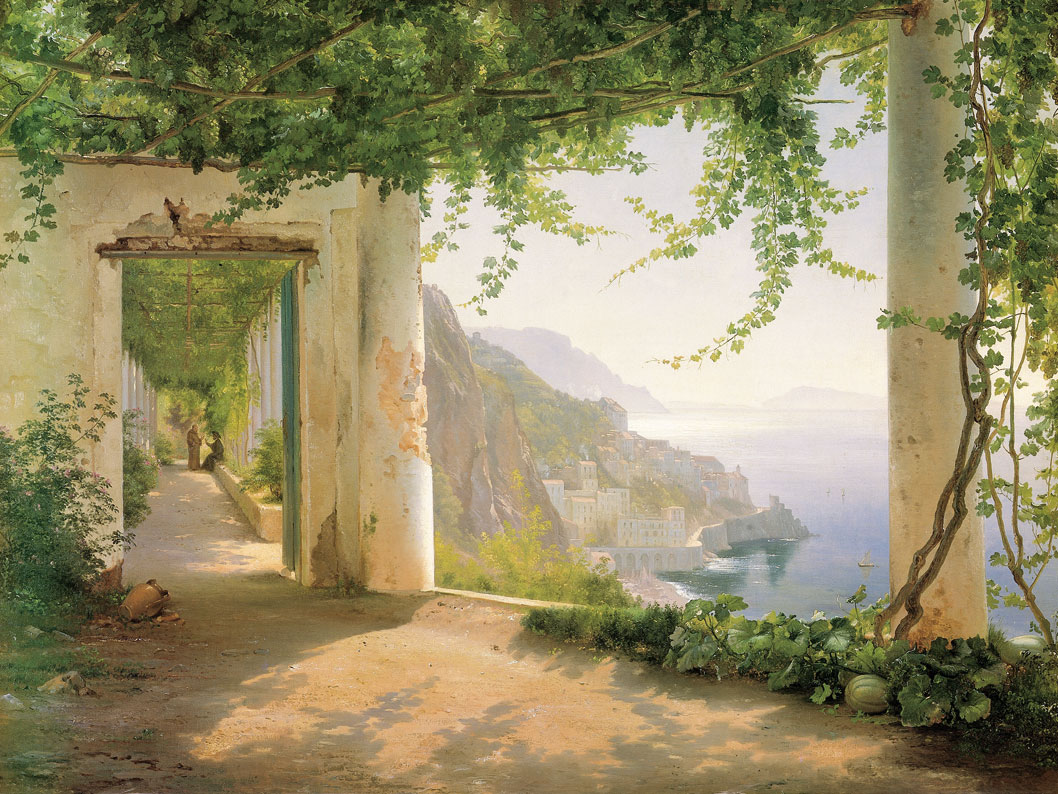
Amalfi dai Cappucini
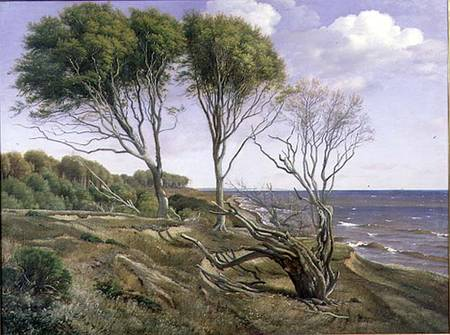
Kustlandskap
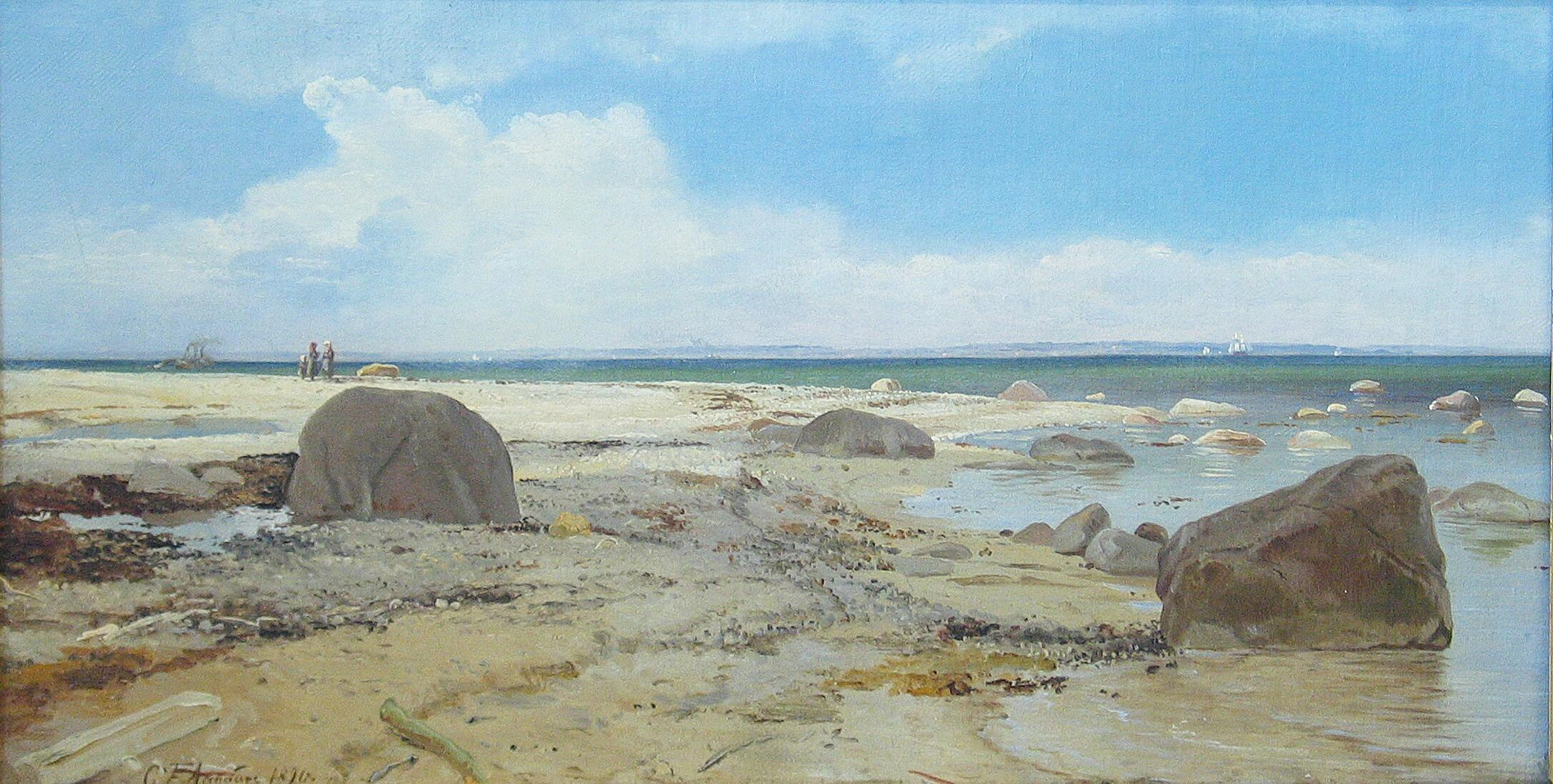
Børn på stranden. Parti fra Saltholm med utsigt til Sverige